# Linda Eder
Linda Eder (Tucson, 3 febbraio 1961) è una cantante e attrice teatrale statunitense.

## Biografia
Nata in Arizona, è cresciuta in Minnesota. Ha origini austriache e norvegesi.
Nel 1988 ha vinto il programma televisivo Star Search. Ha in seguito firmato un contratto con la BMG Records.
Nel 1997 ha debuttato a Broadway con il musical Jekyll & Hyde.
Dal 1998 al 2004 è stata sposata con il musicista Frank Wildhorn.

## Discografia
- 1989 - Vienna
- 1991 - Linda Eder
- 1994 - And So Much More
- 1997 - It's Time
- 1999 - It's No Secret Anymore
- 2000 - Christmas Stays the Same
- 2002 - Gold
- 2003 - Storybook
- 2003 - Broadway, My Way
- 2005 - By Myself: The Songs of Judy Garland
- 2007 - Greatest Hits
- 2008 - The Other Side of Me
- 2009 - Soundtrack
- 2011 - Now
- 2013 - Christmas Where You Are
- 2014 - Soundtrack II: Bossaful Cartoon Theme Songs
- 2014 - Linda Live: The Live Concert Recording